# 아우디 V8

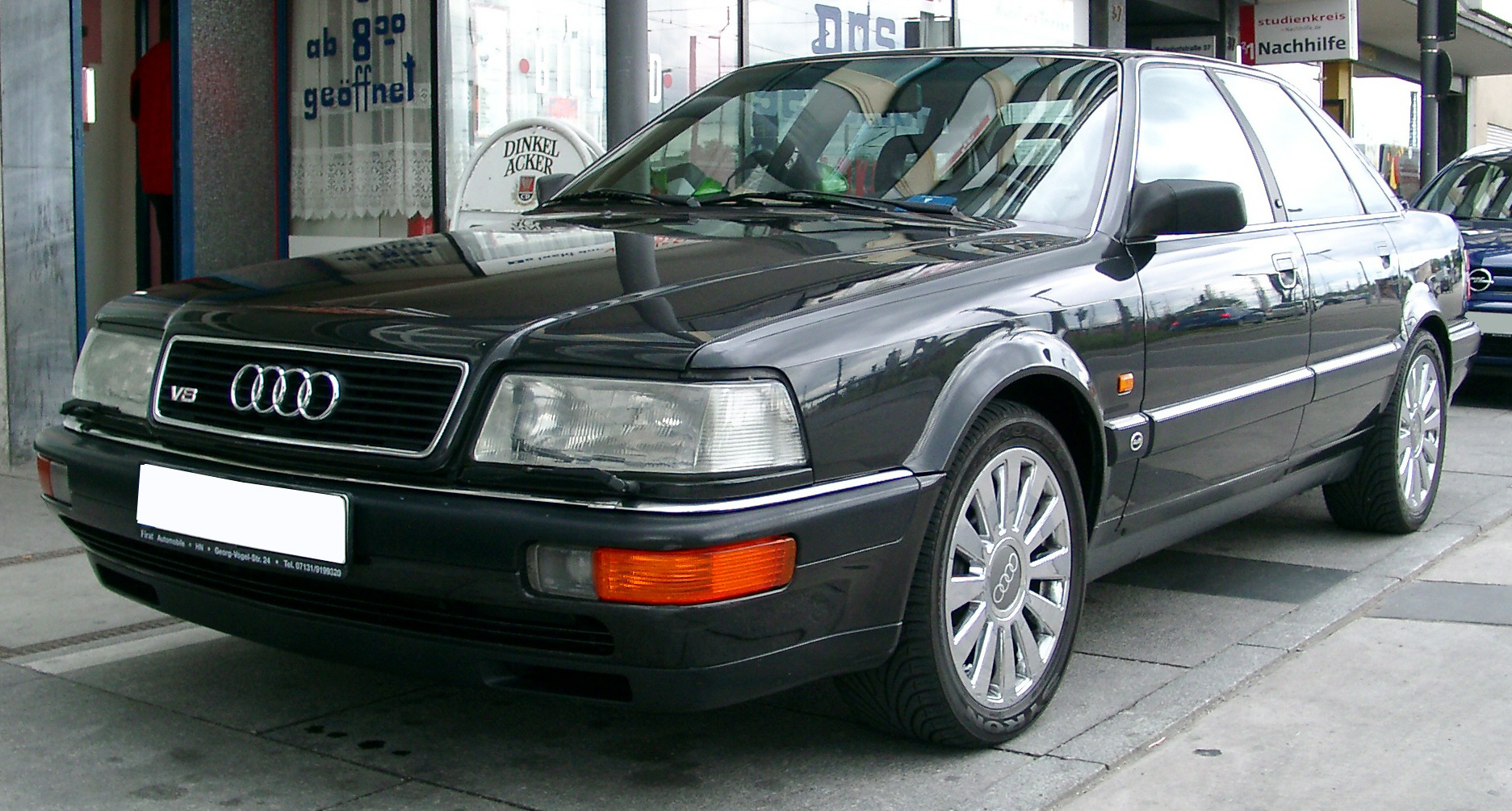
아우디 V8 정측면

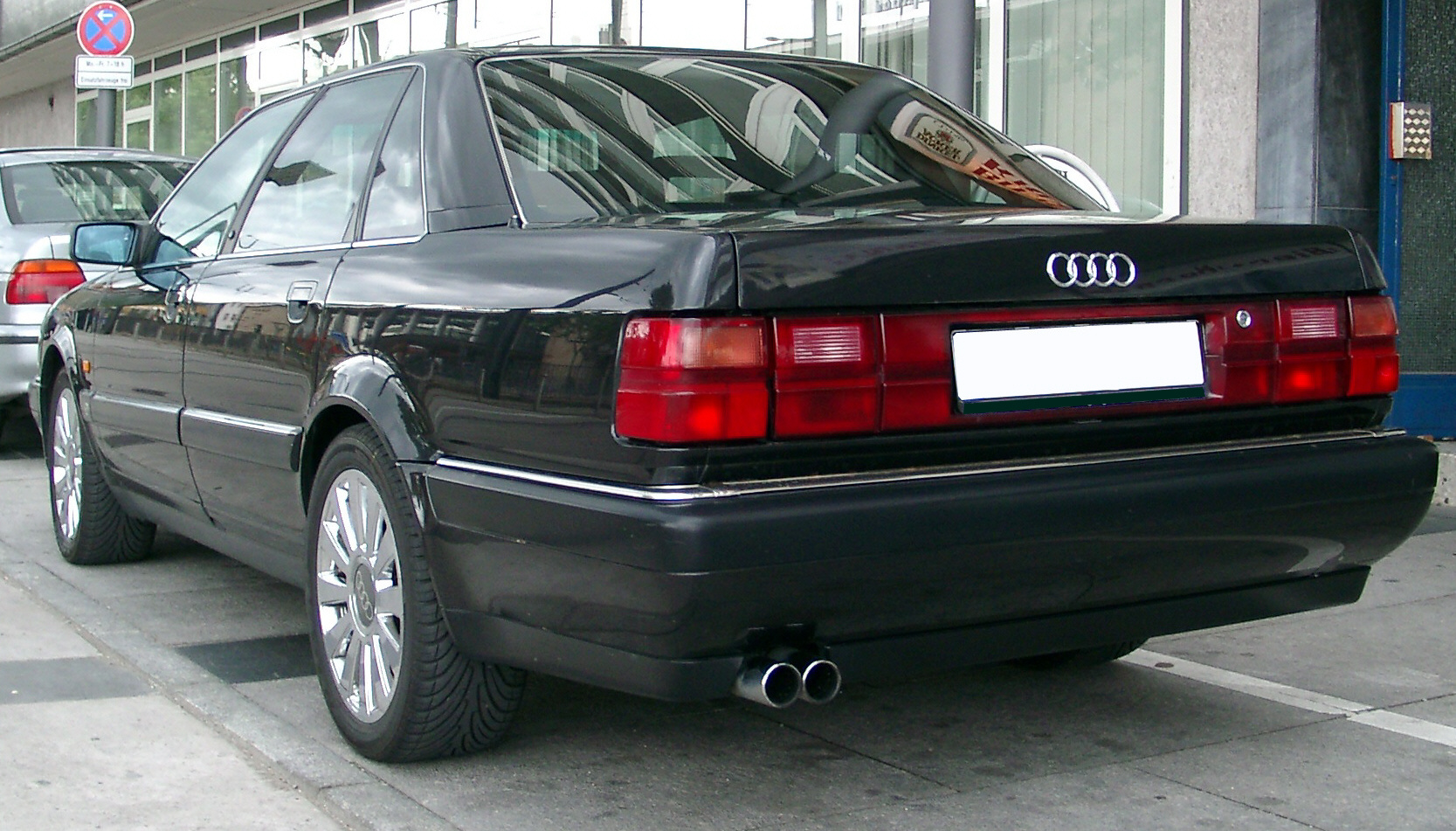
아우디 V8 후측면

아우디 V8(Audi V8)은 아우디가 생산하였던 대형 세단 및 리무진이며, 한때 아우디의 기함이었다. 1988년 10월에 출시되었으며, 당시에는 상당히 준수한 디자인과 높은 성능, 그리고 이전 콰트로 사양에서 연마한 4륜구동 기반 시스템을 얹은 고급 기술의 집약체였다. 그러나 판매량이 신통치 않았는데, 당시 북아메리카와 유럽에서는 메르세데스-벤츠 S 클래스와 BMW 7 시리즈가 양분하고 있었고, 북아메리카에 발을 들이던 렉서스 LS 역시 돌풍을 일으키고 있었다. 아우디는 상당히 많은 부분을 어필하였지만, 시장에서의 반응은 냉담하였다. 결국 저조한 판매 실적으로 인하여 1993년 11월에 생산이 중단되었고, 1994년에 후속 차종인 A8이 출시되었다.